# Mèo đi hia (phim 2011)
Mèo đi hia (tựa tiếng Anh: Puss in Boots) là một bộ phim hoạt hình 3D Mỹ được sản xuất vào năm 2011 bởi hãng DreamWorks Animation, do Chris Miller làm đạo diễn. Phim nói về cuộc đời của Mèo đi hia tên Puss trước khi xuất hiện trong phim Shrek 2 (2004) của chằn tinh Shrek.
Phiên bản tại Việt Nam được lồng tiếng bởi Đàm Vĩnh Hưng, Ốc Thanh Vân và Đại Nghĩa.
Phần tiếp theo là Mèo đi hia: Điều ước cuối cùng, sẽ công chiếu tại các rạp vào 21 tháng 12, 2022.

## Nội dung
Puss in Boots là một con mèo nói tiếng Tây Ban Nha, được nhân cách hóa, được đặt tên cho đôi ủng đặc trưng của nó. Là một kẻ chạy trốn khỏi pháp luật, Puss đang tìm cách khôi phục lại danh dự đã mất của mình. Anh ta biết rằng cặp đôi giết người ngoài vòng pháp luật Jack và Jill có những hạt đậu thần mà anh ta đã tìm kiếm từ lâu, thứ có thể dẫn anh ta đến lâu đài của một người khổng lồ được biết đến trong truyền thuyết là có chứa những quả trứng ngỗng vàng quý giá. Khi Puss định ăn cắp đậu tại nơi ẩn náu của chúng, một con mèo cái tên là Kitty Softpaws đã cắt ngang. Cô cũng được thuê để đánh cắp chúng bởi Humpty Alexander Dumpty, một quả trứng biết nói và là người bạn thời thơ ấu bị ghẻ lạnh từ lâu của Puss từ trại trẻ mồ côi nơi cả hai cùng lớn lên. Puss kể cho Kitty nghe câu chuyện gốc của anh ấy và cảm giác của anh ấy như thế nào khi bị Humpty phản bội, kẻ đã lừa Puss thực hiện một vụ cướp ngân hàng ở quê hương San Ricardo của anh ấy, và lý do tại sao anh ấy lại chạy trốn kể từ đó. Humpty cuối cùng đã thuyết phục được Puss tham gia cùng họ để tìm những hạt đậu và lấy những quả trứng vàng.
Yêu cầu hệ thống của Puss và Kitty trở nên lãng mạn và, mặc dù ban đầu Puss có ác cảm với Humpty, nhưng Puss dần dần cảm mến anh ấy, khi bộ ba ăn trộm những hạt đậu từ Jack và Jill và trồng chúng trên sa mạc. Họ cưỡi cây đậu lên mây và tiến vào lâu đài của người khổng lồ, tại đây Humpty tiết lộ với Puss rằng mặc dù người khổng lồ đã chết từ lâu nhưng họ vẫn phải tránh "Đại khủng bố" đang canh giữ những quả trứng vàng. Họ nhanh chóng nhận ra những quả trứng vàng quá nặng và quyết định đánh cắp Ngỗng vàng sau khi chứng kiến nó đẻ những quả trứng vàng thu nhỏ. Họ xoay sở để thoát khỏi lâu đài và chặt cây đậu. Sau khi ăn mừng, cả nhóm bị Jack và Jill phục kích, Puss bị đánh bất tỉnh.
Khi tỉnh dậy, Puss cho rằng Humpty và Kitty đã bị bắt cóc và theo dõi toa xe của Jack và Jill trở lại San Ricardo. Ở đó, anh biết rằng vụ bắt cóc đã được dàn dựng. Jack, Jill và Kitty đều đang làm việc cho Humpty, người đang tìm cách trả thù Puss vì đã bỏ rơi anh ta trong vụ cướp ngân hàng bất thành. Puss bị bao vây bởi lực lượng dân quân của thị trấn và đầu hàng theo lời cầu xin của mẹ nuôi Imelda. Khi Puss bị tống vào tù, Humpty được tôn vinh như một anh hùng vì đã mang lại sự giàu có từ những quả trứng vàng cho người dân thị trấn.
Puss gặp Andy "Jack" Beanstalk trong tù, anh này tiết lộ rằng Humpty đã lấy trộm hạt đậu của anh ta khi họ ở chung phòng giam nhiều năm trước, đồng thời cảnh báo Puss rằng Great Terror chính là mẹ của Golden Goose, một loài chim khổng lồ sẽ không từ thủ đoạn nào để giải cứu Con cô ấy. Puss nhận ra rằng dụ dỗ Great Terror là ý định của Humpty từ lâu, với hy vọng phá hủy thị trấn để trả thù cho việc anh ta bị cầm tù và bỏ trốn cùng chú ngỗng con trong sự hỗn loạn. Kitty giải thoát Puss khỏi nhà tù và xin lỗi, đồng thời tiết lộ tình cảm của cô dành cho anh. Anh ta tìm thấy Humpty kịp thời và thuyết phục anh ta chuộc lỗi bằng cách giúp cứu thị trấn khỏi sự hủy diệt. Sử dụng ngỗng con làm mồi nhử, Puss và Humpty có thể dụ Great Terror rời khỏi thị trấn. Với sự giúp đỡ của Kitty, họ cũng ngăn cản nỗ lực đánh cắp ngỗng con của Jack và Jill trong cuộc rượt đuổi. Khi họ đến vùng ngoại ô của thị trấn, Humpty và chú ngỗng con bị hất văng khỏi một cây cầu đang sập nhưng cố gắng bám vào một sợi dây mà Puss nắm lấy. Khi rõ ràng rằng Puss không thể cứu cả hai, Humpty đã hy sinh bản thân bằng cách buông tay. Sau một cú va chạm chết người, Puss phát hiện ra rằng Humpty là một quả trứng vàng lớn bên dưới lớp vỏ của anh ta. The Great Terror đoàn tụ với ngỗng con của cô ấy, và cô ấy mang quả trứng vàng còn sót lại của Humpty trở lại lâu đài của người khổng lồ.
Mặc dù được người dân thị trấn ca ngợi là anh hùng vì đã cứu San Ricardo, Puss vẫn là kẻ chạy trốn trong mắt dân quân. Anh ấy gặp lại Imelda, người bày tỏ niềm tự hào và tình yêu của cô ấy dành cho Puss trước khi anh ấy bỏ trốn cùng Kitty, người đã tinh nghịch đánh cắp đôi ủng của anh ấy và bỏ chạy. Trong phần kết, Jack và Jill đang hồi phục sau vết thương, linh hồn của Humpty được nhìn thấy, trong hình dạng bình thường, mặc trang phục quả trứng vàng, nhảy múa trên lưng Great Terror với chú ngỗng con của cô ấy, còn Puss và Kitty hôn nhau.

## Lồng tiếng

### Gốc

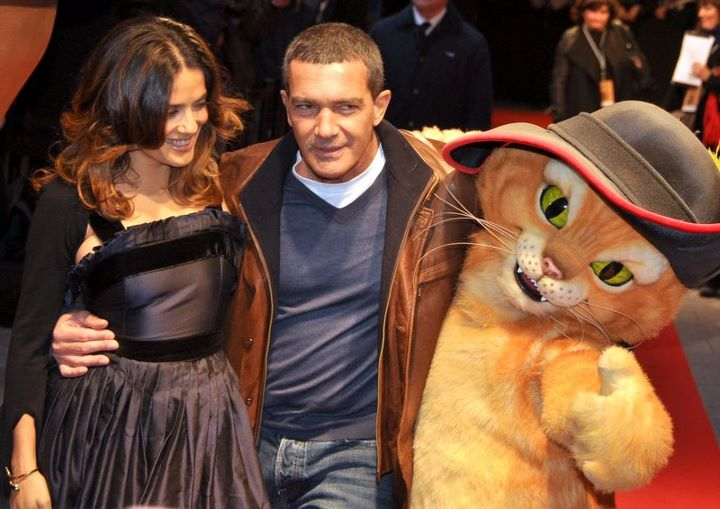
Salma Hayek và Antonio Banderas trong buổi ra mắt phim Puss in Boots ở Paris.

- Antonio Banderas vai Mèo đi hia Puss
- Salma Hayek vai Kitty Softpaws
- Zach Galifianakis vai Trứng Humpty Alexander Dumpty
- Billy Bob Thornton vai Jack
- Amy Sedaris vai Jill
- Constance Marie vai Imelda
- Guillermo del Toro vai Comandante
- Mike Mitchell vai Andy Beanstalk

### Tiếng Việt
- Đàm Vĩnh Hưng vai Mèo đi hia Puss
- Ốc Thanh Vân vai Kitty Softpaws
- Đại Nghĩa vai Trứng Humpty Alexander Dumpty
- Thanh Thủy vai Jill

## Phần tiếp theo
Phần tiếp theo là Mèo đi hia: Điều ước cuối cùng, sẽ công chiếu tại các rạp vào 21 tháng 12, 2022.